# Concejo de Valledupar

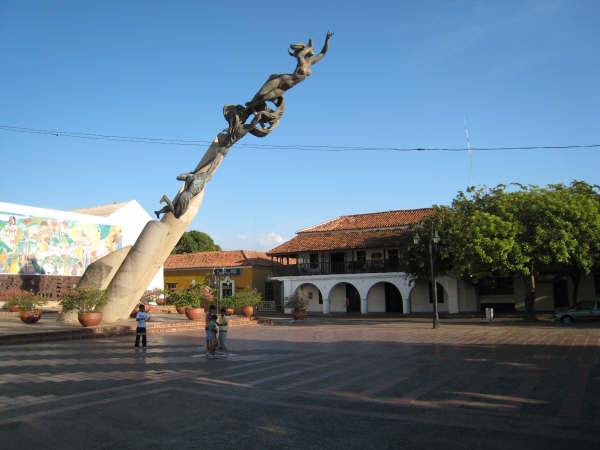
Fachada del Concejo de Valledupar con el mural '“Valledupar Tierra de dioses' detrás del monumento a la revolución en marcha en la Plaza Mayor de Valledupar.

El Concejo de Valledupar es una corporación político-administrativa de elección popular que ejerce como suprema autoridad del municipio de Valledupar. Ejecuta principalmente dos funciones: actividad normativa y control político. Es un cuerpo colegiado, conformado por 19 cabildantes elegidos democráticamente por un periodo de cuatro años con posibilidad de reelección. Su sede se encuentra en la Plaza Alfonso López de Valledupar.

## Funciones
El Concejo de Valledupar tiene la responsabilidad de vigilar, debatir y controvertir la gestión de la Alcaldía de Valledupar y de todas sus entidades.
Este organismo gubernamental tiene cinco funciones principales en representación de los ciudadanos:
- Aprobación del Plan de Desarrollo Distrital.
- Aprobación del presupuesto anual del municipio de Valledupar.
- Elección de los titulares de los órganos de control de las instituciones distritales.
- Hacer control político.
- Generar iniciativas normativas.

Artículo 313 de la Constitución de Colombia de 1991:
1. Reglamentar las funciones y la eficiencia prestación de servicios a cargo del municipio.
2. Adoptar los correspondientes planes o programas de desarrollo económico y social y obras públicas.
3. Autorizar al alcalde para celebrar contratos y ejercer temporalmente precisas funciones de las que corresponde del concejo.
4. Votar de conformidad con la constitución y la ley los tributos y gastos locales.
5. Dictar las normas orgánicas del presupuesto y expedir anualmente el impuesto de rentas y gastos municipales.
6. Determinar la estructura de administración municipal y las funciones de sus dependencias, las escalas de remuneración correspondiente a distintas categorías de empleos; crear, a iniciativa del alcalde estableciendo públicos y empresas industriales o comerciales y autorizar la constitución de sociedades de economía mixta.
7. Reglamentar los usos del suelo y dentro de los límites que fije la ley, vigilar y controlar las actividades relacionadas con la construcción y enajenación de inmuebles destinados a vivienda.
8. Elegir personero para el periodo que fije la ley y los demás funcionarios que determine. (también se elige secretario general del concejo y contralor).
9. Dictar las normas necesarias para el control, la preservación y la defensa del patrimonio ecológico y cultural del municipio.

## Comisiones
Cuenta con las comisiones permanentes de Plan de Desarrollo Económico y Social, Presupuesto y Servicios Administrativos y de Gobierno, Servicios Públicos y Asuntos Generales. Existe además una sesión plenaria.
Las comisiones se rotan por periodos de seis meses. 

## Composición
El Concejo de Valledupar también funciona por bancadas, como parte de la rama legislativa del poder o por acuerdos políticos dependiendo de intereses particulares o colectivos. 

## Concejales
- Concejales de Valledupar (2020-2023)
- Concejales de Valledupar (2016-2019)
- Concejales de Valledupar (2012-2015)
- Concejales de Valledupar (2008-2011)
- Concejales de Valledupar (2004-2007)
- Concejales de Valledupar (2000-2003)
- Concejales de Valledupar (1997-1999)
- Concejales de Valledupar (1995-1997)
- Concejales de Valledupar (1993-1995)
- Concejales de Valledupar (1989-1991)
- Concejales de Valledupar (1987-1989)

## Participación ciudadana
Además de elegir al Concejo de Valledupar cada 4 años en elecciones democráticas, los ciudadanos cuentan con mecanismos de participación y rendición de cuentas. Entre ellos están la iniciativa Valledupar Cómo Vamos, que busca hacerle control social a las entidades gubernamentales a nivel municipal.